# Promozione Campania-Molise 1955-1956
La Promozione fu il massimo campionato regionale di calcio disputato in Campania nella stagione 1955-1956.
A ciascun girone, che garantiva al suo vincitore la promozione in IV Serie a condizione di soddisfare le condizioni economiche richieste dai regolamenti, partecipavano sedici squadre, ed era prevista la retrocessione delle quattro peggio piazzate, anche se erano possibili aggiustamenti automatici per ripartire fra le appropriate sedi locali le squadre discendenti dalla IV Serie.

## Girone A

### Squadre partecipanti
| Club                 | Città (provincia)             | Stagione precedente |
| -------------------- | ----------------------------- | ------------------- |
| Pol. Afragolese      | Afragola (NA)                 |                     |
| U.S. Altavillese     | Altavilla Irpina (AV)         |                     |
| U.S. Arzanese        | Arzano (NA)                   |                     |
| U.S. Aversana        | Aversa (CE)                   |                     |
| S.S. Capua           | Capua (CE)                    |                     |
| S.S. Frenter         | Larino (CB)                   |                     |
| S.S. Giugliano       | Giugliano in Campania (NA)    |                     |
| U.S. Gladiator       | Santa Maria Capua Vetere (CE) |                     |
| A.S. Ischia          | Ischia (NA)                   |                     |
| Pol. Libertas        | Riccia (CB)                   |                     |
| U.S. Maddalonese     | Maddaloni (CE)                |                     |
| U.S. Marcianise      | Marcianise (CE)               |                     |
| S.A.F.F.A.           | Napoli                        |                     |
| A.C. San Vito        | Benevento                     |                     |
| S.S. Sibilla         | Bacoli (NA)                   |                     |
| U.S. Virtus Frattese | Frattamaggiore (NA)           |                     |

### Classifica finale
|  | Pos. | Squadra         | Pt | G  | V  | N | P  | GF | GS | DR  |
|  | ---- | --------------- | -- | -- | -- | - | -- | -- | -- | --- |
|  | 1.   | San Vito        | 46 | 30 | 19 | 4 | 7  | 75 | 42 | +33 |
|  | 2.   | Gladiator       | 44 | 30 | 18 | 8 | 4  | 61 | 28 | +33 |
|  | 3.   | Marcianise      | 40 | 30 | 14 | 9 | 6  | 48 | 35 | +13 |
|  | 4.   | Altavillese     | 36 | 30 | 14 | 6 | 10 | 58 | 34 | +24 |
|  | 5.   | Ischia          | 34 | 30 | 17 | 4 | 9  | 62 | 40 | +22 |
|  | 6.   | Frenter         | 32 | 30 | 12 | 8 | 9  | 50 | 32 | +18 |
|  | 7.   | Aversana        | 31 | 30 | 13 | 5 | 11 | 43 | 43 | 0   |
|  | 8.   | Sibilla         | 28 | 30 | 10 | 7 | 12 | 45 | 50 | -5  |
|  | 9.   | Capua           | 28 | 30 | 13 | 2 | 15 | 39 | 60 | -21 |
|  | 10.  | Maddalonese     | 26 | 30 | 12 | 7 | 11 | 46 | 42 | +4  |
|  | 11.  | Arzanese        | 26 | 30 | 10 | 6 | 14 | 47 | 59 | -12 |
|  | 12.  | Afragolese      | 25 | 30 | 8  | 7 | 15 | 41 | 55 | -14 |
|  | 13.  | Virtus Frattese | 25 | 30 | 9  | 7 | 14 | 45 | 52 | -7  |
|  | 14.  | Giugliano       | 23 | 30 | 8  | 7 | 15 | 30 | 45 | -15 |
|  | 15.  | S.A.F.F.A.      | 15 | 30 | 4  | 3 | 23 | 31 | 82 | -51 |
|  | 16.  | Libertas        | 14 | 30 | 8  | 4 | 18 | 36 | 64 | -28 |

Legenda:
      Promosso in IV Serie 1956-1957.
      Retrocesso.
Regolamento:
Due punti a vittoria, uno a pareggio, zero a sconfitta.

## Girone B

### Squadre partecipanti
| Club                     | Città (provincia)        | Stagione precedente |
| ------------------------ | ------------------------ | ------------------- |
| U.S. Angri               | Angri (SA)               |                     |
| A.C. Baiano              | Baiano (AV)              |                     |
| U.S. Battipagliese       | Battipaglia (SA)         |                     |
| G.S. Carmine Russo       | Cicciano (NA)            |                     |
| U.S. Cavese              | Cava de' Tirreni (SA)    |                     |
| S.S. Ercolanese          | Ercolano (NA)            |                     |
| Pol. Felicita            | Polla (SA)               |                     |
| S.S. Flos Carmeli        | Sorrento (NA)            |                     |
| U.S. Mariglianese        | Marigliano (NA)          |                     |
| A.G. Nocerina            | Nocera Inferiore (SA)    |                     |
| A.S. Nola                | Nola (NA)                |                     |
| U.S. Paganese            | Pagani (SA)              |                     |
| G.S. Pontecagnano Faiano | Pontecagnano Faiano (SA) |                     |
| S.S. Portici             | Portici (NA)             |                     |
| S.C. Sapri               | Sapri (SA)               |                     |
| U.S. Savoia              | Torre Annunziata (NA)    |                     |

### Classifica finale
|  | Pos. | Squadra             | Pt | G  | V  | N | P  | GF | GS  | DR  |
|  | ---- | ------------------- | -- | -- | -- | - | -- | -- | --- | --- |
|  | 1.   | Ercolanese          | 49 | 30 | 22 | 5 | 3  | 79 | 30  | +49 |
|  | 2.   | Carmine Russo       | 45 | 30 | 20 | 5 | 5  | 68 | 20  | +48 |
|  | 3.   | Paganese            | 41 | 30 | 17 | 7 | 6  | 68 | 39  | +29 |
|  | 4.   | Battipagliese       | 39 | 30 | 16 | 7 | 7  | 62 | 35  | +27 |
|  | 5.   | Angri               | 34 | 30 | 13 | 8 | 9  | 46 | 32  | +14 |
|  | 6.   | Cavese              | 32 | 30 | 13 | 6 | 11 | 58 | 47  | +11 |
|  | 7.   | Portici             | 32 | 30 | 13 | 6 | 11 | 69 | 64  | +5  |
|  | 8.   | Flos Carmeli        | 31 | 30 | 13 | 5 | 12 | 55 | 56  | -1  |
|  | 9.   | Nola                | 29 | 30 | 10 | 9 | 11 | 53 | 45  | +8  |
|  | 10.  | Pontecagnano Faiano | 28 | 30 | 10 | 8 | 12 | 55 | 52  | +3  |
|  | 11.  | Nocerina            | 27 | 30 | 12 | 3 | 15 | 34 | 46  | -12 |
|  | 12.  | Sapri               | 24 | 30 | 9  | 6 | 15 | 45 | 49  | -4  |
|  | 13.  | Mariglianese        | 22 | 30 | 7  | 8 | 15 | 27 | 62  | -35 |
|  | 13.  | Baiano              | 22 | 30 | 8  | 6 | 16 | 46 | 55  | -9  |
|  | 15.  | Savoia              | 17 | 30 | 5  | 7 | 18 | 28 | 79  | -51 |
|  | 16.  | Felicita            | 8  | 30 | 2  | 4 | 24 | 21 | 103 | -82 |

Legenda:
      Promosso in IV Serie 1956-1957.
  Retrocessa e in seguito riammessa.
      Retrocesso.
Regolamento:
Due punti a vittoria, uno a pareggio, zero a sconfitta.

### Verdetti
- Savoia ripescato al posto del Russo Cicciano che rinuncia a partecipare al successivo campionato[4].

## Finali per il titolo regionale

### Secondo turno
| Squadra 1 | Risultato | Squadra 2  |
| --------- | --------- | ---------- |
| San Vito  | 1 - 1     | Ercolanese |

| Caserta 24 giugno 1956, ore 16:30 CEST | San Vito | 1 – 1 | Ercolanese | "A. Pinto" |